# Puma (género)
Puma es un género de mamíferos carnívoros de la familia de los félidos nativo de América, que incluye al puma.

## Especies
El género Puma incluye una especie viviente, y varias fósiles:
- Puma concolor (Linnaeus, 1771) - puma
  - Puma concolor concolor
  - Puma concolor anthonyi
  - Puma concolor cabrerae
  - Puma concolor costaricensis
  - Puma concolor couguar
  - Puma concolor puma
  - Pantera de Florida

- Puma pardoides (Owen, 1846) †
- Puma pumoides (Castellanos, 1958) †[2]